# La Ponette

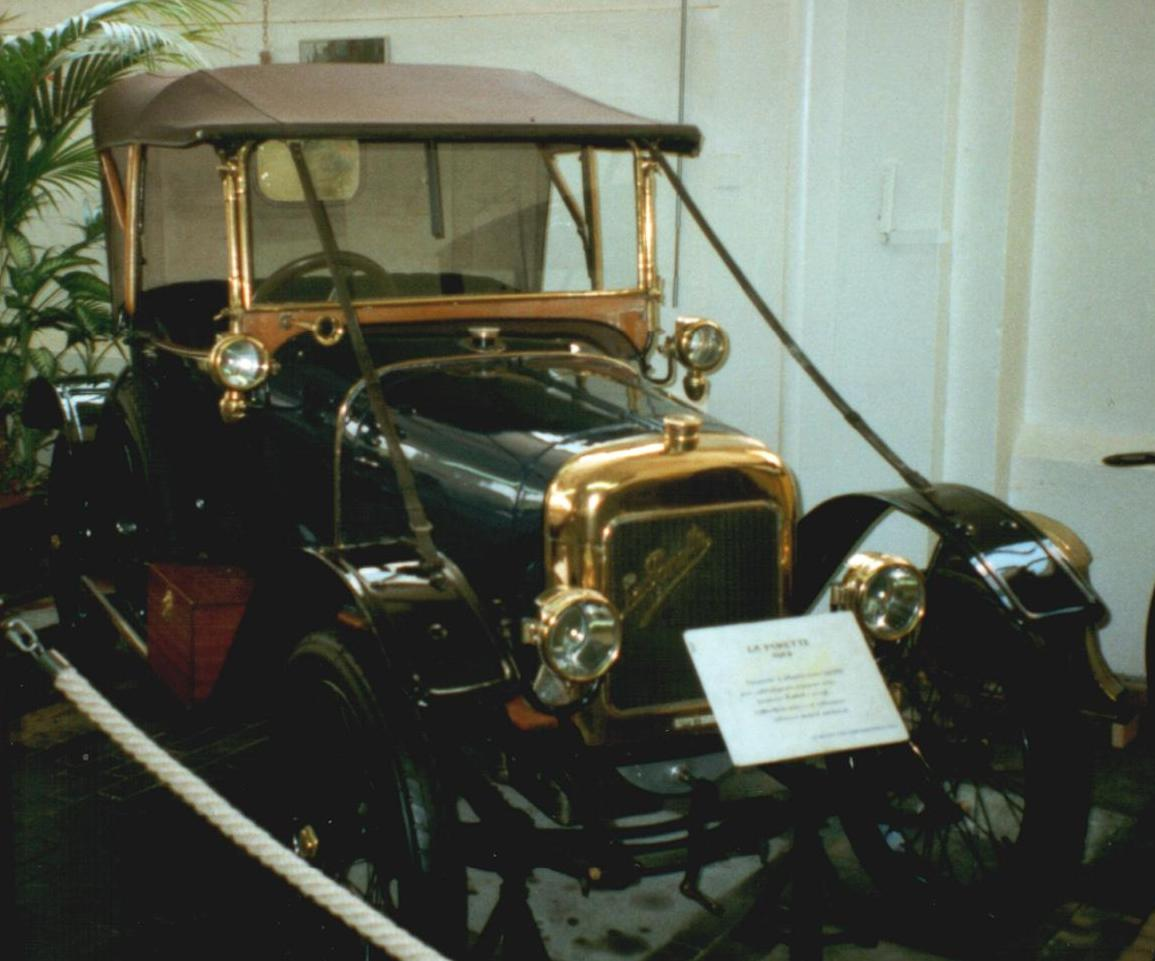
La Ponette von 1912

Die SA des Automobiles La Ponette war ein französischer Hersteller von Automobilen.

## Unternehmensgeschichte
Die Société des Automobiles La Ponette wurde 1909 in Chevreuse zur Automobilproduktion gegründet. Der Markenname lautete La Ponette. Etwa 1920 erfolgte die Umwandlung in eine Aktiengesellschaft und der Umzug nach Clichy. 1925 endete die Produktion.

## Fahrzeuge
Das erste Modell 8 CV besaß einen Einzylindermotor mit 827 cm³ Hubraum, der als Besonderheit den Kühler hinter dem Motor hatten, ähnlich den frühen Renault. Es wurden leichte Zweisitzerkarosserien verwendet. 1912 folgte ein größeres Modell mit einem Vierzylindermotor von Ballot mit 1460 cm³ Hubraum. 1913 wurde der 8 CV eingestellt.
Nach dem Ersten Weltkrieg wurden nur noch Vierzylindermodelle hergestellt, deren Motoren von Ballot und S.C.A.P. kamen und zwischen 1700 und 2890 cm³ Hubraum besaßen. Die Ponette Type A hatte einen Vierzylindermotor von Ballot mit 1592 cm³ Hubraum mit 65 mm Bohrung und 120 mm Hub. Der Vergaser stammte von Zenith. Der Radstand betrug 2450 mm und die Spurweite 1200 mm. Die Bereifung hatte einen Durchmesser von 710 mm bei einer Breite von 90 mm. Das Chassis kostete 9.000 Franc, die Karosserien zwischen 2.500 bis 4.600 Franc je nach Ausführung.
Ein Fahrzeug dieser Marke ist im Automuseum Oldtimer in Reninge in Belgien zu besichtigen.